# James Glickenhaus
James Glickenhaus (New York, 24 luglio 1950) è un produttore cinematografico, imprenditore, regista e collezionista di automobili statunitense.
Attualmente è General Partner/Managing Director della Glickenhaus & Co. un'azienda familiare fondata in origine da suo padre Seth. James Glickenhaus ha scritto e diretto diversi film tra gli anni '80 e '90, inoltre è un importante collezionista di auto. Nella sua collezione sono presenti diverse auto da corsa degli anni '50 e '60 e alcune Ferrari rarissime. Seguendo questa sua passione per le auto ha fondato la Scuderia Cameron Glickenhaus.

## Filmografia

### Attore, regista e sceneggiatore
- The Astrologer (1975)
- Protector (The Protector) (1985)
- McBain (1991)

### Attore
- Bad Biology, regia di Frank Henenlotter (2008)

### Regista e sceneggiatore
- Exterminator (The Exterminator) (1980)
- Un poliziotto in blue jeans (Shakedown) (1988)
- Il massacro degli innocenti (Slaughter of the Innocents) (1993)
- Timemaster (1995)

### Regista, sceneggiatore e produttore
- Executor (The Soldier) (1982)

### Sceneggiatore
- Dominator (Exterminator 2), regia di Mark Buntzman (1984)

### Produttore
- Poliziotto sadico (Maniac Cop), regia di William Lustig (1988)
- Basket Case 2, regia di Frank Henenlotter (1990)
- Frankenhooker, regia di Frank Henenlotter (1990)
- Basket Case 3: The Progeny, regia di Frank Henenlotter (1991)
- I nuovi guerrieri (Ring of Steel), regia di David Frost (1994)
- Tough and Deadly, regia di Steve Cohen (1995)

## Automobili
La sua collezione di auto comprende:
- Duesenberg J446 del 1932
- Stutz DV-32 del 1932
- Ferrari 166 Spyder Corsa del 1947 (numerata 002C, era originariamente una 159 S, è certificata come la più vecchia Ferrari esistente)
- Ford Ford GT40 Mark IV J6 del 1967
- Lola T70 del 1967
- Ferrari Dino Competizione del 1967
- Ferrari P3/4 del 1967 (vincitrice alla 24 ore di Daytona con Lorenzo Bandini e Chris Amon alla guida)
- Ferrari 412 P del 1967 (chassis 0854)
- Baja Boot del 1967 (precedentemente posseduta da Steve McQueen)
- Ferrari 512 S Modulo by Pininfarina del 1970
- Fiat Dino 2400 Spyder del 1972
- Ferrari 208 GTB del 1988
- Ferrari P4/5 by Pininfarina del 2006 (esemplare unico costruito su sua richiesta)
- Alfa Romeo 8C Competizione del 2008
- Lamborghini Miura Sv (o P400SV) del 1971

## Scuderia Cameron Glickenhaus
La scuderia Cameron Glickenhaus   è un'azienda fondata da Glickenhaus con l'obbiettivo di introdurre la sua passione e le sue idee nel mondo delle gare di durata. In particolar modo l'obbiettivo è quello di realizzare una vettura GT che riduca il divario tra Gran Turismo e Prototipi e scegliendo come gara la ADAC 24 Ore del Nürburgring. Per fare questo il team, nel 2015, ha corso inizialmente con una Ferrari P4/5 Competizione, successivamente è stata messa in pista la SCG 003C da cui dovrebbe derivare la versione stradale SCG 003S , successivamente venne realizzato un suv da rally raid SCG Boot per il Baja 1000, la SCG004 per disputare la 24 Ore del Nürbrugring 2020 e la SCG 007LMH per il Campionato del mondo endurance in categoria Le Mans Hypercar.
A fine 2019 la Scuderia Cameron Glickenhaus ha ufficializzato il debutto nel Campionato del mondo endurance con 2 Le Mans Hypercar realizzate nella factory a Danbury e motorizzate da Pipo Moteurs, la nuova hypercar si chiamerà 007 LMH.